# Aerolíneas Mas
Aerolíneas Mas fue una línea aérea dominicana creada en 2005, radicada en el Aeropuerto Internacional Joaquín Balaguer, secundario de Santo Domingo. Ofrecía vuelos regulares regionales en varias islas del Caribe. Tenía su sede social en la Ciudad Universitaria en Santo Domingo.

## Historia
Inició operaciones en el 2005 con dos aeronaves Jetstream 32, en marzo de 2010 lanza operaciones regulares hacia Puerto Príncipe y Aruba, acuerda compartir código con Tortug Air de Haití con lo que eleva a 4 sus vuelos diarios a Puerto Príncipe desde Santo Domingo. 
Para enero del 2011 abre vuelos hacia Santiago de los Caballeros, la aerolínea ya cuenta con 5 naves y el 17 de febrero de 2011 arriba el primer Saab 340B matriculado N875PC, para septiembre de 2011 se termina el acuerdo con Tortug Air, reduciéndose los vuelos de 26 a 12 semanales. La aerolínea abrió el destino de Punta Cana con vuelos regulares desde Santo Domingo y Santiago en diciembre de 2011.
Para el 2012 la aerolínea cae en déficit teniendo que retirar el Saab 340B y uno de los Jetstream, en junio de 2013 el Cessna 206 tiene un accidente teniendo que aterrizar de emergencia en el Aeropuerto Internacional Presidente Juan Bosch de Samaná cuando se encontraba en ruta Punta Cana-Santiago de los Caballeros, para inicios del 2014 la aerolínea se ve obligada a cerrar esa misma ruta nacional.
Finalmente a principios de 2016 cesó operaciones, cediéndole aparatos y derechos de rutas a la haitiana Sunrise Airways.

## Antiguos destinos
| Países               | Destinos                   | Aeropuertos                                   | Notas   |
| -------------------- | -------------------------- | --------------------------------------------- | ------- |
| Aruba                | Oranjestad                 | Aeropuerto Internacional Reina Beatrix        |         |
| Curazao              | Willemstad                 | Aeropuerto Internacional Hato                 | Chárter |
| Haití                | Puerto Príncipe            | Aeropuerto Internacional Toussaint Louverture |         |
| República Dominicana | Barahona                   | Aeropuerto Internacional María Montez         | Chárter |
| República Dominicana | La Romana                  | Aeropuerto Internacional de La Romana         | Chárter |
| República Dominicana | Montecristi                | Aeropuerto Osvaldo Virgil                     | Chárter |
| República Dominicana | Pedernales                 | Aeropuerto Doméstico de Cabo Rojo             | Chárter |
| República Dominicana | Punta Cana                 | Aeropuerto Internacional de Punta Cana        |         |
| República Dominicana | Samaná                     | Aeropuerto de Arroyo Barril                   | Chárter |
| República Dominicana | Santiago de los Caballeros | Aeropuerto Internacional del Cibao            | HUB     |
| República Dominicana | Santo Domingo              | Aeropuerto Internacional Joaquín Balaguer     | HUB     |
| San Martín           | Philipsburg                | Aeropuerto Internacional Princesa Juliana     | Chárter |
| Trinidad y Tobago    | Oropuna Village-Piarco     | Aeropuerto Internacional de Piarco            | Chárter |

## Flota histórica
La flota estaba compuesta por 2 Bae Jetstream 31/32.
| Aeronaves                      | Total | Introducido | Retirado | Matrículas              |
| ------------------------------ | ----- | ----------- | -------- | ----------------------- |
| British Aerospace Jetstream 31 | 1     | 2004        | 2015     | N170PC                  |
| British Aerospace Jetstream 32 | 3     | 2008        | 2015     | HI-859, HI-874 y HI-888 |
| Cessna U206G Stationair        | 1     | ??          | 2013     | HI-411                  |
| Saab 340                       | 1     | 2011        | 2012     | N875PC                  |